# Doutor Camargo
Doutor Camargo is een gemeente in de Braziliaanse deelstaat Paraná. De gemeente telt 5.753 inwoners (schatting 2009).

## Aangrenzende gemeenten
De gemeente grenst aan Ivatuba, Ourizona, Paiçandu en Terra Boa.